# Jardín Botánico de Albury
El Jardín Botánico de Albury (inglés: Albury Botanic Garden) es un jardín botánico y arboreto de unas 4 hectáreas de extensión, en Albury, Australia. 
Es miembro del BGCI, y presenta trabajos para la Agenda Internacional para la Conservación en los Jardines Botánicos.
Su código de reconocimiento internacional como institución botánica, así como las siglas de su herbario es ALBUR.

## Localización e información
Albury Botanic Garden P.O.Box 323 Corner of Dean St. and Wodonga Place, Albury, New South Wales 2640, Australia.
Planos y vistas satelitales.35°58′46.5594″S 147°17′1.68″E / -35.979599833, 147.2838000
El jardín botánico está abierto todos los días del año.
- Promedio Anual de Lluvias : 650 mm
- Altitud : 230.00 m s. n. m.
- Área Total Bajo Cristal: 70 metros
- Área Total Bajo Sombreado: 40 metros

## Historia
Las primeras plantaciones tuvieron lugar en 1877, y su diseño seguía la forma de la Union Jack. 
Ente 1901 y 1943, J.E.R. Fellowes y su hijo Walter transformaron el jardín a estilo gardenesque. 
El estilo actual del jardín plasma las ideas de jardinería preponderantes en los siglos XIX y XX.

## Colecciones botánicas
El jardín botánico alberga 890 taxones en cultivo. El 10 % de las plantas cultivadas son pertenecientes a la flora australiana.
Entre las secciones del jardín botánico se distinguen :
- Colección de palmas exóticas de alrededor del mundo con unos 100 años de edad y especies de la selva tropical de Australia, con los mayores especímenes cultivados bajo cristal de Australia.
- Invernaderos con 2 estructuras, una de ellas con niebla.
- Centro de actividades del botánico "Fellowes Centre" con 45 asientos.

Entre las especies cultivadas destacables se encuentra la orquídea gravemente amenazada "Crimson Spider Orchid" Caladenia concolor de la que solamente hay localizadas 80 plantas en el mundo, en los bosques de Nueva Gales del Sur en "Bethungra" y "Burrinjuck".

## Actividades
En este centro se despliegan una serie de actividades a lo largo de todo el año:
- Programas de conservación
- Programas de conservación « Ex Situ»
- Biotecnología
- Ecología
- Conservación de Ecosistemas
- Programas educativos
- Etnobotánica
- Exploración
- Horticultura
- Restauración Ecológica
- Sistemática y Taxonomía
- Sostenibilidad
- Index Seminum
- Exhibiciones de plantas especiales
- Sociedad de amigos del botánico
- Cursos para el público en general